# Cosmosoma watsoni
Cosmosoma watsoni är en fjärilsart som beskrevs av Rothschild 1910. Cosmosoma watsoni ingår i släktet Cosmosoma och familjen björnspinnare. Inga underarter finns listade i Catalogue of Life.